# Chiara e Serafina
Chiara e Serafina, ossia Il pirata (deutsch: Chiara und Serafina, oder Der Pirat) ist eine Opera semiseria (original: „melodramma semiserio“) in zwei Akten von Gaetano Donizetti. Die Vorlage für das Libretto von Felice Romani war das Melodrama La cisterne von René-Charles-Guilbert de Pixérécourt (Paris, 1809). Die Uraufführung fand am 26. Oktober 1822 an der Scala in Mailand statt.

## Inhalt
Die folgende kurze Inhaltsangabe basiert auf einer Zusammenfassung von Jeremy Commons für Opera Rara und auf dem Originallibretto.

### Vorgeschichte
Zehn Jahre vor Beginn der Handlung wurde der spanische Adelige Don Alvaro während eines Krieges zwischen Spanien und Algerien auf einer Seereise von Cádiz nach Mallorca zusammen mit seiner älteren Tochter Chiara von Piraten entführt. Don Fernando, ein heimlicher Feind Don Alvaros, hat aus der Situation Nutzen geschlagen, dafür gesorgt, dass Don Alvaro in Abwesenheit des Hochverrats angeklagt wurde, und sich die Vormundschaft von Alvaros jüngerer Tochter Serafina erschlichen.

### Handlung
Die Handlung spielt auf Mallorca im alten Kastell von Belmonte und im Palast des Don Fernando.
Don Fernando beabsichtigt, Serafina zu heiraten, weil er dadurch an ihr Vermögen herankommen will. Dabei ist ihm durchaus bekannt, dass Serafina eigentlich Don Ramiro liebt, den Sohn des Bürgermeisters von Menorca. Da Fernando erfahren hat, dass Don Alvaro und Chiara aus ihrer Gefangenschaft entlassen wurden, heckt er einen Plan aus, um so schnell wie möglich die Heirat von Serafina und Ramiro zu verhindern. Fernando überredet den Piraten Picaro, seinen ehemaligen Diener, sich als „Don Alvaro“ zu verkleiden und Druck auf Serafina auszuüben.
Dem falschen „Don Alvaro“ gelingt es tatsächlich unter dem Vorwand, er müsse sich verstecken, Serafina zu Fernandos Schloss zu locken, unter dem sich eine unterirdische Cisterne befindet, die den Piraten als Versteck dient.
Inzwischen sind Alvaro und Chiara bereits auf der Insel angekommen. Die mutige Chiara stellt als Bettler verkleidet Nachforschungen über ihre Schwester an und versucht ihr zu helfen.
Chiara, Serafina, Lisetta, Don Alvaro und Don Meschino geraten alle irgendwie in die Hände der Piraten und werden in der Cisterne gefangengehalten.
Doch Picaro beginnt das falsche Spiel zu bereuen und wechselt die Seiten. Um die Gefangenen zu retten, steigt er in einer Schlüsselszene eine Treppe hinauf und versucht eine Falltür zu öffnen, während die drei Frauen Chiara, Serafina und Lisetta vor Spannung und Angst zittern (Terzett: „Tremante, smarrito“).
Am Ende wird alles gut: Die Gefangenen werden befreit, die Piraten ziehen ab, der böse Fernando wird bestraft, Picaro wird vergeben, die beiden Schwestern sind wieder mit ihrem wahren Vater Don Alvaro vereint und Serafina kann Don Ramiro heiraten.

## Werkgeschichte

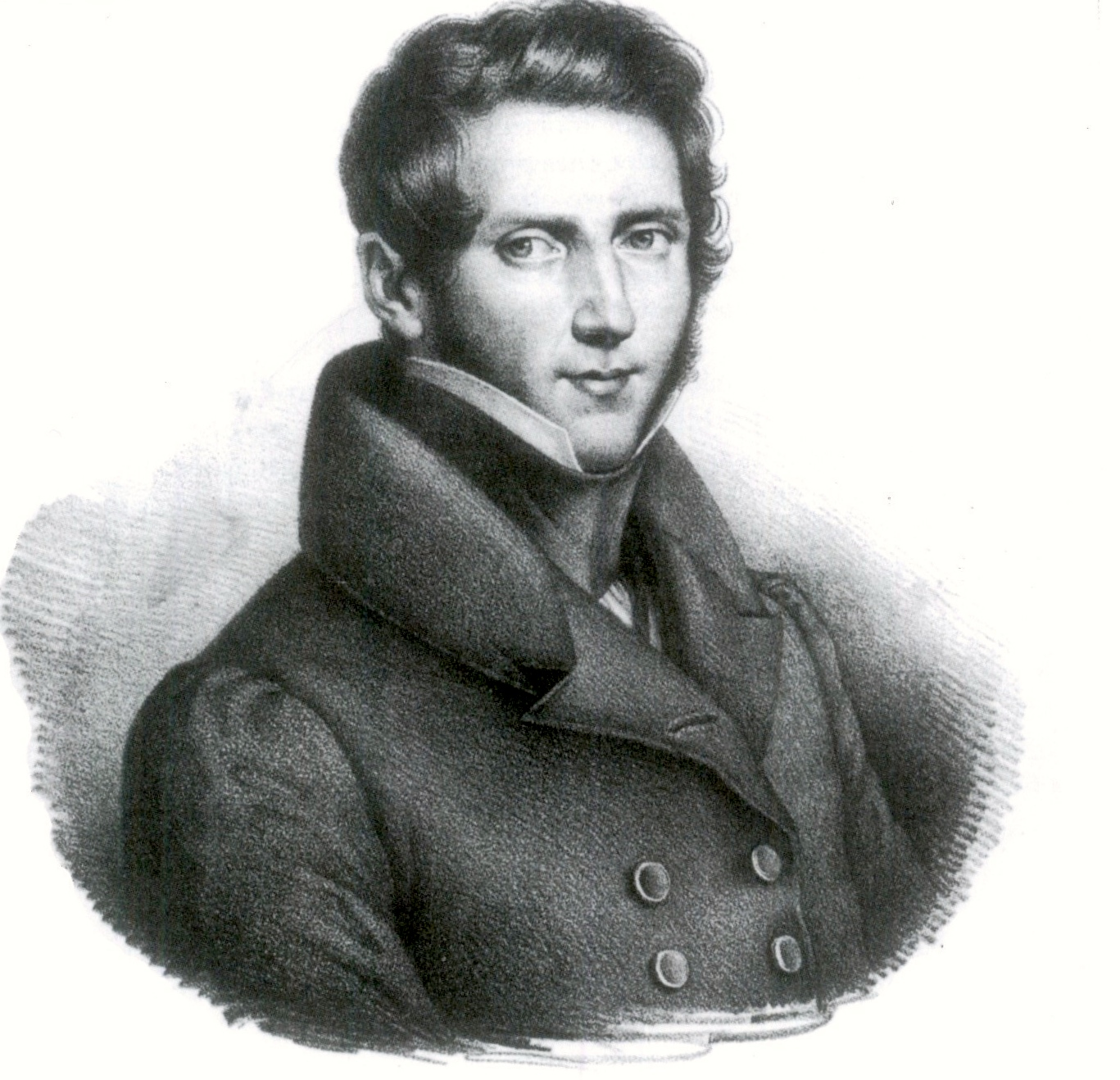
Gaetano Donizetti

Chiara e Serafina war Donizettis neunte Oper und die erste, die er für die Mailänder Scala und zusammen mit Felice Romani komponierte, dem seinerzeit bedeutendsten Librettisten von Italien. Den Auftrag verdankte er sicher seinen letzten Erfolgen mit Zoraida di Granata in Rom und La zingara in Neapel und wahrscheinlich auch der Vermittlung seines ehemaligen Lehrers Giovanni Simone Mayr.
Doch Chiara e Serafina stand von Anfang an unter keinem guten Stern und die Komposition wurde für den 24-jährigen Donizetti eine wahre Geduldsprobe, denn laut Vertrag vom 3. August 1822 sollte der für seine Unzuverlässigkeit berüchtigte Romani das Libretto am 20. September fertig abliefern, aber der Schriftsteller ließ sich nach seiner Gewohnheit viel Zeit, und Donizetti bekam erst am 3. Oktober den Text für den 1. Akt. Trotzdem gelang es ihm, die Oper in kürzester Zeit fertigzustellen, so dass die Proben bereits am 15. Oktober beginnen konnten. Donizettis Nerven waren zum Zerreißen gespannt und in einem Brief an Mayr vom 16. Oktober scherzte er, dass dieser bei seinem geplanten Besuch in Mailand ein Requiem zu Donizettis Beerdigung mitbringen solle.
Die beiden Titelrollen wurden für zwei damalige Stars der Scala komponiert: Die von Donizetti sehr gelobte Sopranistin Isabella Fabbrica als Chiara und Rosa Morandi als Serafina. In der Uraufführung am 26. Oktober 1822 sangen außerdem der junge Antonio Tamburini (Picaro) und dessen Frau Maria Gioia (Lisetta) sowie Savino Monelli (Don Ramiro), Nicola de Grecis (Don Meschino), Carlo Poggiali (Don Fernando und Gennaro), Carlo Pizzochero (Don Alvaro), Carolina Sivelli (Agnese) und Carlo Dona (Spelatro). Die Bühnenbilder schuf Alessandro Sanquirico. Zwischen den Akten wurde das Ballett Gabriella di Vergy von Gaetano Gioia (dem Vater von Maria Gioia) und nach der Oper Il merciaiolo in angustie aufgeführt, mit Carlo Blasis, Antonia Pallerini und Antonia Torelli als Solisten. Donizetti vertonte übrigens die Geschichte von Gabriella di Vergy später selber zweimal, aber beide Opern wurden nicht aufgeführt.

Sänger der Uraufführung von 1822
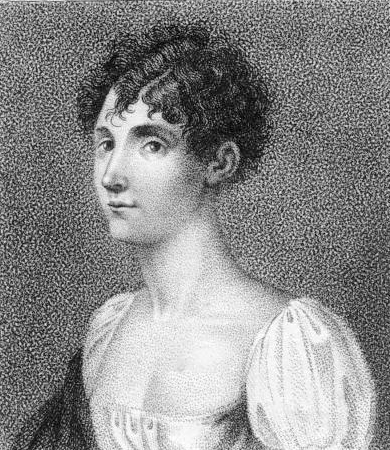
Rosa Morandi (Serafina)
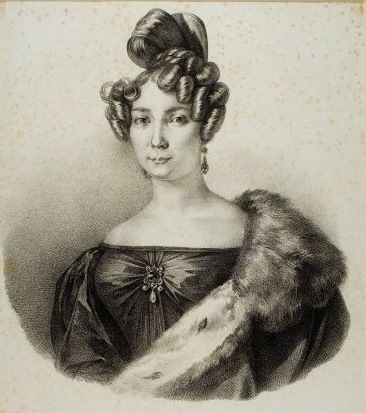
Isabella Fabbrica (Chiara)
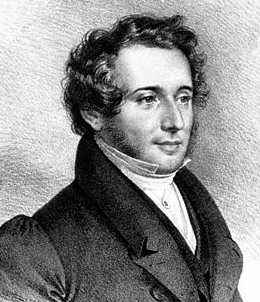
Antonio Tamburini (Picaro)

Chiara e Serafina erlebte zwölf Aufführungen an der Scala, wurde aber wenig beachtet, denn zu der Zeit lief in Mailand gerade ein politischer Prozess wegen Hochverrat und das Theater stand unter Bewachung der österreichischen Besatzung, was einen großen Teil des Publikums davon abgehalten haben soll, in die Oper zu gehen. Sie wurde somit vor einem halbleeren Haus gespielt. Doch die Schuld an den niedrigen Zuschauerzahlen wurde dem jungen Komponisten zugeschoben, der jahrelang keinen weiteren Auftrag mehr von der Scala erhielt, bis nach seinem durchschlagenden Erfolg mit Anna Bolena (1830–31) im Teatro Carcano in Mailand.
Die Oper verschwand wie viele andere nach der ersten Spielzeit. Im Dezember 2022 wurde sie unter der Leitung von Sesto Quatrini im Teatro Sociale in Bergamo erstmals wieder aufgeführt. Das Terzett Tremante! smarrito für die drei Frauen aus dem zweiten Akt wurde Ende des 20. Jahrhunderts in einer Einspielung von Opera Rara veröffentlicht, mit Yvonne Kenny (Chiara), Lynn Davies (Serafina) und Della Jones (Lisetta).

## Aufnahme
- Chiara e Serafina, o Il pirata. Mit Pietro Spagnoli, Matías Moncada, Fan Zhou, Greta Doveri; Orchestra Gli Originali, Leitung: Sesto Quatrini. Bergamo 2022[16]
- Gaetano Donizetti: Terzett: „Tremante! smarrito“ aus: Chiara e Serafina, in der CD-Box: A hundred years of Italian Opera, 1820–1830, mit Yvonne Kenny, Lynn Davies, Della Jones, u. a., Philharmonia Orchestra, Dir.: David Parry (Opera Rara ORCH 104, 1988–1993)